# Arseni Andrejewitsch Sakrewski

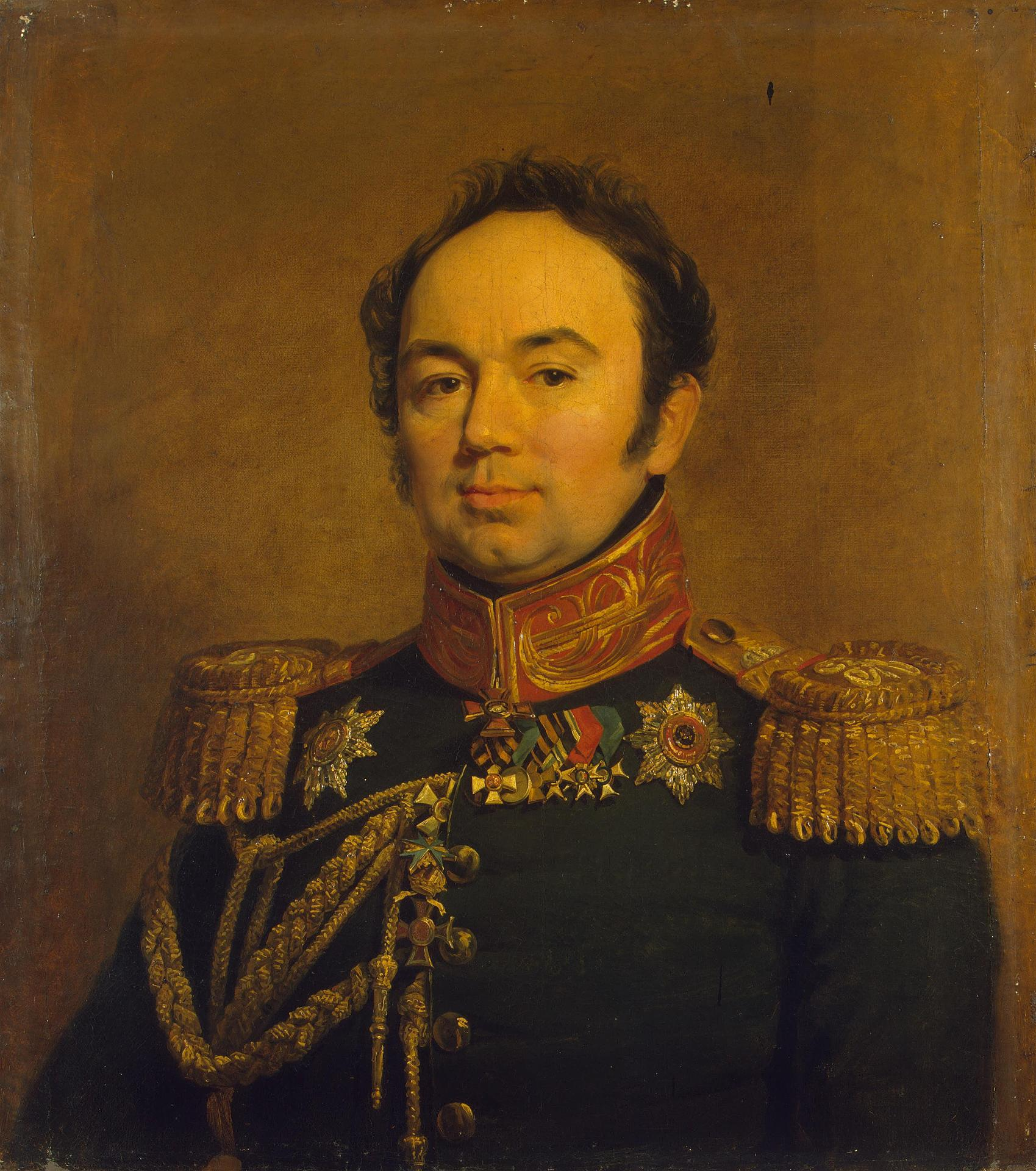
Arseni Andrejewitsch Sakrewski

Arseni Andrejewitsch Sakrewski (russisch Арсений Андреевич Закревский, wiss. Transliteration Arsenij Andreevič Zakrevskij; * 13. September 1783 im Dorf Bernikovo, Provinz Twer; † 11. Januar 1865 in Florenz) war ein russischer Militär- und Staatsmann, Generalgouverneur von Finnland (1823–1831), Innenminister (1828–1831) sowie zuletzt Generalgouverneur von Moskau (1848–1859).

## Leben
Arseni Sakrewski war ursprünglich polnischer Abstammung und als Arseniusz Zakrzewski getauft. Er war der Sohn eines Großgrundbesitzers von Twer, Andrei Iwanowitsch Sakrewski, eines pensionierten Leutnants und der Anna Alexejewna, geborene Solntzew.

### Frühe Militärkarriere
In den Jahren 1795–1802 wurde er im Kadettenkorps von Grodno (Shklow) ausgebildet, wonach er im Archangelsker Musketier-Regiment  zum Fähnrich ernannt wurde. Er machte in der Kaiserlich Russische Armee eine schnelle Karriere und nahm an den Kriegen mit Frankreich (1805, 1806–1807, 1812–1815), gegen Schweden (1808–1809) sowie gegen die Türkei (1806–1811) teil. In der Schlacht von Austerlitz rettete er den Befehlshaber des Regiments, den  General N. M. Kamenski, und für seine Tapferkeit wurde er mit dem Orden der Heiligen Anna 3. Klasse ausgezeichnet. 1806 wurde Sakrewski zum Regimentsadjutanten befördert und zeichnete sich auch in der Schlacht bei Preußisch Eylau aus. Im Dezember 1808 wurde er zum Chef des Operationsbüros des Oberbefehlshabers der russischen Armee in Finnland ernannt und erhielt den Orden des Heiligen Wladimir 4. Klasse mit Schwertern. Nach der Ernennung von General Kamenski zum Oberbefehlshabers der russischen Armee in Moldawien, wurde Sakrewski im März 1810 zum Chefsekretär dessen mobilen Operationsbüros ernannt. Er nahm an den Kämpfen bei Batin (Russe) und am Angriff auf Rustschuk teil und wurde zweimal verwundet. Am 22. September 1811 erhielt er den Orden des Heiligen Georg die 4. Klasse. Im Dezember 1811 wurde er nach einer Audienz bei Alexander I. zum Adjutanten von Barclay de Tolly ernannt und am 30. Januar 1812  zum Oberstleutnant befördert. Am 13. Februar wurde er als Oberst beim Preobraschenski-Regiments der Leibgarde angestellt. Schließlich wurde er am 21. März zum Chef des russischen Militärgeheimdienstes und der Gegenspionage im Kriegsministerium ernannt. Während des Vaterländischen Krieges von 1812 zeichnete sich in Kämpfen bei Witebsk, Smolensk, bei Walutino und auch in der Schlacht von Borodino aus. Ab Dezember 1812 befand er sich als Adjutant im Hauptquartier der Armee unter Barclay de Tolly und nahm er am Frühjahrsfeldzug 1813 in Deutschland teil. Am 15. September 1813 wurde er nach der Schlacht bei Kulm zum Generalmajor befördert und am 18. Oktober nach Teilnahme an der Schlacht von Leipzig zum Generaladjutanten des Zaren ernannt. Nach der Einnahme von Paris wurde er mit dem Orden der Heiligen Anna 1. Klasse ausgezeichnet.
Von Dezember 1815 bis 1823 hatte Sakrewski eine Abteilung des Generalstabs inne und leitete dort die Inspektions- und Rechnungsprüfungsabteilung sowie die Militärdruckerei. Im Jahre 1818, als der kaiserliche Hof in Moskau tagte, vermittelte Zar Alexander I., der über die unzureichenden finanziellen Mittel von Sakrewski Bescheid wusste, seine Verbindung mit einer der reichsten Bräute der damaligen Zeit. Seine spätere Gattin Gräfin Agrafena Fjodorowna (1799–1879) war die einzige Tochter des Landbesitzers Graf Fjodor Andrejewitsch Tolstoi (1758–1849), eine der berühmtesten Schönheiten ihrer Zeit. Sie war die Erbin der umfangreichen Güter ihres Vaters in den Provinzen Penza, Nischni Nowgorod und Moskau, darunter Iwanowo im Gebiet Podolsk und Studenez auf Presnja.

### Gouverneur von Finnland und Innenminister
Da er militärisch klug agierte und reaktionäre Ideen verabscheute, gewann er ab 1825 auch das Vertrauen des neuen Zaren Nikolaus I. Am 30. August 1823 wurde Sakrewski als Nachfolger von Steinheil zum Generalgouverneur des Großfürstentums Finnland ernannt und erhielt den Rang eines Generalleutnants.
In Finnland wurde er als Graf in den Adelsstand erhoben und unter dem Namen Arseni Zakrevski 1831 mit Sitz und Stimme in den Ersten Stand aufgenommen. Sakrewski stand Finnland und der finnischen Autonomie weitgehend kritisch gegenüber. Dennoch hielt er sich loyal an die dortigen Gesetze. Er lehnte es jedoch ab, selbst Schwedisch oder gar Finnisch zu lernen.
Ab dem 19. April 1828 wurde er, noch immer amtierender Generalgouverneur von Finnland auch zum Innenminister Russlands bestellt. Im Jahr 1829 stieg Sakrewski auch zum General der Infanterie auf. Am 19. November 1831 musste er als Innenminister zurücktreten. Er fiel beim Zaren vermutlich wegen seiner zögerlicher Maßnahmen gegen eine in Südrussland ausgebrochenen Cholera-Epidemie in Ungnade und zog sich daraufhin von seinen politischen Ämtern zurück.

### Generalgouverneur von Moskau
Erschreckt durch die revolutionäre Welle in Westeuropa rief ihn Zar Nikolaus I. im Mai 1848 aus dem Ruhestand zurück und ernannte ihn, anstelle von Prinz A. Schtscherbatow zum Militärgouverneur von Moskau  Am 1. November wurde Sakrewski als Mitglied des Staatsrates zugelassen und erhielt den Orden des Heiligen Andreas 1. Klasse. Er nahm diese Position im Alter von 65 Jahren ein und hatte für fast elf Jahre lang die Moskowiter Bevölkerung beruhigt gehalten und gegenüber allen politischen Revolutionären abgeschirmt. Er ergriff sofort drastische Maßnahmen und hatte dadurch in den liberalen Kreisen einen schlechten Ruf. In progressiven Kreisen erlangte Sakrewski  einen Ruf als unnachgiebiger Reaktionär. Er regulierte alles und jeden, er ließ sogar private Bälle und Partys überwachen.  Er wollte alles kontrollieren und wenn er auch dem Adel noch etwas Respekt entgegenbrachte, behandelte er die Kaufleute als wären sie Lakaien. Sakrewski unterstützte die vom neuen Kaiser Alexander II.  eingeleiteten Reformen aber nicht und wurde daher in seiner Funktion untragbar.
Im April 1859 musste er unter Vorwand eines von seiner Tochter provozierten Skandals auf Anweisung Alexander II. zurücktreten. Seine einzig überlebende Tochter Lydia (1826 – 1884) war sogar Patentochter von Nikolaus I.; sie war seit Januar 1847 mit Dmitri Nesselrode (1816–1891), dem Sohn des Grafen K. V. Nesselrode verheiratet gewesen. Weil sie ein Leben ohne weltliche Konventionen führte und 1859 ohne vorhergehende Scheidung mit Prinz D. V. Drutzk Sokolinski verheiratete, erregte sie die Gemüter der orthodoxen Kirche. Die Synode erkannte die zweite Ehe als ungültig an und Sakrewskis Tochter und ihr neuer Ehemann waren gezwungen, ins Exil zu gehen. Im Jahr 1861 folgte Sakrewski dem Exil nach Florenz, wo er den Rest seiner Tage im Kreis der Familie seiner Tochter verbrachte. Er starb am 11. (23.) Januar 1865 und wurde im italienischen Montemurlo bestattet.